# Maya Yoshida
Maya Yoshida (Nagasaki, Prefectura de Nagasaki, Japó, 24 d'agost de 1988) és un futbolista japonès que juga per la UC Sampdoria i la selecció japonesa
Ha disputat 22 partits amb la selecció japonesa. El 12 de maig de 2014 s'anuncià la seva inclusió a la llista de 23 jugadors de la selecció japonesa per disputar el Mundial de 2014 al Brasil. Els dorsals van ser anunciats el 25 de maig.